# Ghana-Falterfisch
Der Ghana-Falterfisch (Chaetodon robustus) ist eine Art aus der Familie der Falterfische.

## Merkmale
Der Ghana-Falterfisch erreicht eine maximale Länge von 14,5 Zentimetern.
Der Fisch hat einen silbrigweißen, hochrückigen und seitlich abgeflachten Körper. Dieser wird von drei senkrechten orange bis braun gefärbten Bändern überzogen, von denen ein fast schwarzes Band über das Auge verläuft. Ein weiteres dieser Bänder verläuft im Bereich hinter den Kiemen des Fisches. Das dritte der orange bis braun gefärbten Bänder zieht sich von der Rückenflosse bis zur Afterflosse. Sowohl die Bauchflossen als auch die Afterflosse und die Rückenflosse sind gelb bis braun gefärbt, wohingegen die Schwanzflosse und die Brustflossen transparent sind.
- Flossenformel: Dorsale XI–XII/21–23, Anale III/16–19[3]

## Verbreitung
Das Verbreitungsgebiet des Ghana-Falterfisches beschränkt sich auf den östlichen tropischen Zentralatlantik: Von Mauretanien und den Kapverdischen Inseln bis zum Golf von Guinea im Süden.

## Vorkommen und Verhalten
Der Ghana-Falterfisch kommt meist in küstennahen Flachgewässern mit felsigem Untergrund vor. Der Fisch hält sich in Tiefen von 3 bis 70 Metern auf.
Der Ghana-Falterfisch ernährt sich in der Natur von in der Nähe des Bodens lebenden Wirbellosen wie Krebstieren, Würmern, Hydrozoen und Algen. Die Fische sind getrenntgeschlechtlich und eierlegend, wobei die Befruchtung außerhalb des Körpers stattfindet. Zur Fortpflanzungszeit sind Ghana-Falterfische paarweise anzutreffen. Die Fische sind ziemlich widerstandsfähig, was sich darin widerspiegelt, dass sich ihre Population in weniger als 15 Monaten verdoppelt.

## Taxonomie und Benennung
Der Ghana-Falterfisch wurde zuerst 1860 vom deutschen Zoologen Günther formell beschrieben, wobei kein Typenfundort angegeben wurde. Das Artepitheton bezieht sich eventuell auf den hochrückigen Körper oder die Flossenstrahlen des Fisches.

## Gefährdung
Der Ghana-Falterfisch wird nur sehr selten für den Aquarienhandel gefangen. Dies scheint keine schwerwiegenden Auswirkungen auf die Population zu haben. Die IUCN stuft den Ghana-Falterfisch als nicht gefährdet ein.